# Catedral de Curtea de Argeș
La catedral o monestir de Curtea de Argeș (en romanès Mănăstirea Curtea de Argeș) és un temple ortodox romanès del segle xvi ubicat a Curtea de Argeș, a la regió de Valàquia (Romania). Està situat en els terrenys del monestir de Curtea d'Argeș i està dedicat a sant Nicolau. L'edifici és seu de l'arxidiòcesi d'Argeș i Muscel.
La catedral està construïda amb pedra calcària grisa, que va ser esculpida i més tard endurida. L'interior està realitzat en maó, enguixat i decorat amb frescos. A la vora, en el mateix terreny, s'hi troba un gran palau reial d'estil morisc.

## L'arquitectura
L'edifici és un gran i elaborat mausoleu i va ser construït en estil romà d'Orient amb ataurics en estil morisc. La catedral es troba en una plataforma de 2,1 metres i està envoltat per un balustre de pedra. En essència, l'estructura és rectangular, amb diversos annexos a la part posterior. Al centre s'aixeca una cúpula, recolzada en dues cúpules més petites, mentre que una altra cúpula, més gran i alta que la central se situa en l'annex. Cada pinacle està coronat per elements petris en forma de pera, una creu ortodoxa, emblema de la Santa Trinitat.
Les finestres són petites esquerdes, les dels tambors (els cilindres sobre els quals descansen les cúpules) són corbes i formen un angle de 70 graus, com si els tambors estiguessin inclinats cap a un costat.
A l'edifici principal hi ha una motllura gruixuda i entrellaçada entre el frontó i la cornisa. Per sobre s'hi aprecien una sèrie d'escuts circulars, adornats amb ataurics, mentre que bandes i corones de lliris estan esculpides per les finestres, balcons, tambors i cornises, donant lleugeresa a l'estructura.
Al davant de l'entrada principal s'hi troba un petit santuari, l'estructura consisteix en una cornisa i una cúpula sostinguda per quatre pilars.

## Enterraments
A la catedral hi reposen les restes de dos vaivodes del segle XVI:
1. Neagoe Basarab (mor en 1521).
2. Radu V de Afumati (mor en 1529).

A principis de segle xx, es converteix en la necròpolis de la família reial on reposen:
1. Carles I, primer rei de Romania (1839-1914).
2. Isabel de Wied, reina consort de Romania, esposa de Carles I (1843-1916).
3. Maria, princesa de Romania, filla de Carles I i d'Isabel de Wied (1870-1874). Enterrada a la capella del palau Cotroceni, el 1916 les seves restes es van ressituar en la tomba de la seva mare.
4. Ferran I, rei de Romania (1865-1927).
5. Maria del Regne Unit, Saxònia-Coburg-Gotha, reina consort de Romania, esposa de Ferran I (1875-1938). El seu cor està enterrat al Castell de Bran.

A més, una persona reposa en la rodalia del temple:
1. Elena Lupescu, princesa de Romania, tercera esposa de Carles II (1895-1977). Enterrada a la seva mort al Panteó Reial dels Bragança en Lisboa, va ser repatriada el 2003 i descansa en una capella de parc prop del temple.

La nova catedral arquebisbal i reial, consagrada el 2012, està situada a prop del monestir. Conté les tombes de:
1. Anna de Borbó-Parma, reina consort de Romania, esposa de Miquel I (1923-2016).
2. Miquel I, rei de Romania (1921-2017).
3. Carles II, rei de Romania, fill de Ferran I i de Maria de Saxònia-Coburg-Gotha (1893-1953).
4. Elena de Grècia i Dinamarca, reina mare de Romania (1896-1982). Enterrada a la seva mort en el Cementiri de Bois-de-Vaux, a Lausana.
5. Mircea, príncep de Romania (1913-1916). Enterrat a la seva mort al Castell de Bran.

## Inscripcions
Els arxius de la catedral van ser saquejats per hongaresos i turcs, però encara es mantenen inscripcions gregues, eslaves i romanes.
Una placa mostra que els fundadors van ser el príncep Neagoe Basarab (1512-1521) i la seva dona Milica Despina de Valaquia; una altra placa indica que el príncep Ioan Radu va completar les obres en 1526; una tercera exposa que el príncep Șerban Cantacuzino va realitzar una restauració en 1681; i finalment, una quarta ensenya que es va produir una altra restauració sota ordres del primer bisbe Joseph en 1804. Entre 1875 i 1885 la catedral va ser reconstruïda i en 1886 es va tornar a consagrar.

## Llegendes
Les llegendes de Curtea de Argeș han inspirat a molts poetes romanesos, entre ells el cèlebre Vasile Alecsandri. Una de les llegendes tradicionals explica com Neagoe Basarab, mentre estava segrestat com a ostatge a Constantinoble, va dissenyar una esplèndida mesquita per al sultà, tornant i construint la catedral amb els materials sobrants.
La llegenda de Manole
La llegenda diu que Radu Negru va contractar a Mesterul Manole o Manoli com a arquitecte. Com que Manole no podia acabar els murs, el príncep el va amenaçar de mort a ell i els seus ajudants. Finalment, Manole va suggerir que haurien de seguir l'antic costum d'emparedar a una dona viva als fonaments, i l'esposa que arribés primer l'endemà al matí seria la víctima. Els altres constructors van avisar a les seves famílies i Manole no va tenir més remei que sacrificar a la seva pròpia dona. Així es va construir la catedral.
Quan Manole i els seus ajudants van explicar al príncep que podien construir un edifici encara més gran, Radu Negru els va abandonar a la teulada perquè no poguessin construir-hi res que s'hi assemblés. Van fabricar ales de fusta i van intentar escapar volant des de la teulada, però tots s'acabaven estampant contra el terra. Es diu que un naixement d'aigua, en honor de Manole, indica el lloc exacte on va caure.
Aquest tipus de llegendes són molt conegudes a Europa central i Europa de l'Est, en major mesura també a Rússia, on Ivan el Terrible van encegar als arquitectes que van construir la catedral de Sant Basili.